# Hermann Mesander
Hermann Mesander (* vor 1577; † 11. Dezember 1640 in Norden) war ein Pastor und Dichter.

## Leben und Wirken
Gemäß den Notizen von Oldewelt, der von 1613 und 1618 Rektor der Schule in Norden war, handelte es sich bei Mesander um einen Ostfriesen. Er galt hier als beliebte und berühmte Person und schrieb Gedichte, auf deren Titelblättern er sich als „Frisius“ bezeichnete. Sein Geburtsdatum und die Namen seiner Eltern sind nicht dokumentiert. Er besuchte die Schule in Norden vermutlich zur Zeit des Rektors Jakob Martini, der sie von 1597 bis 1601 leitete. Gemäß einem seiner Gedichte absolvierte er ein Studium an der Universität Wittenberg. Ab 1598 arbeitete er als Prediger in Grimersum, musste die Tätigkeit jedoch nach kurzer Zeit aufgrund seines lutherischen Glaubens einstellen.
1601 oder spätestens 1603 erhielt Mesander eine Stelle als lutherische Prediger bei Katharina Wasa in Berum, wo er bis 1607 in der Schlosskapelle sprach. 1603 wurde er zum Rektor der Schule in Norden gewählt. Im selben Jahr erhielt er eine Pastorenstelle in Hage. 1612 ließ er sich als Prediger in Norden nieder, wo er bis Lebensende blieb. Bei seinem Dienstantritt existierten in Norden drei Pfarrstellen. Zwei hiervon waren gleichberechtigt, bei der dritten handelte es sich um eine Vikarie. Kurz nach seinem Dienstantritt wurden die Pfarreien neu geordnet; der Süderdienst führte nun vor dem Norderdienst. Mesander war somit erster Prediger in Norden und leitete wahrscheinlich bis 1640 den dortigen Coetus. Später wurden alle drei Pfarrstellen wieder zu einem Comprimariat zusammengelegt. Der Coetus von Norden existierte, unterbrochen von 1626 bis 1631, vom 13. November 1617 bis 1642. Er umfasste die Geistlichen von Norden, des Amtes Berumer, des Brokmerlandes, des Amtes von Pewsum und der Herrlichkeit Dornum.
Enno Johann Heinrich Tjaden nahm Mesander in seine „Gelehrten Ostfriesland“ auf. Dabei bezeichnete er ihn als Person, die „sich bei auswärtigen Gelehrten zwar nicht berühmt gemacht“ habe, aber vermutlich ein guter Prediger gewesen sei. Er beschrieb ihn als guten lateinischen Dichter und insbesondere sehr guten Epigrammatisten. „Wenn ich auch von der schönen Moral, welche er in den ersten beiden Centurien in den kurzen lateinischen Epigrammen nichts sagen wollte, die indes sehr gewürzt und jedermann angenehm und lehrreich zu lesen sind; so kann doch ganz Ostfriesland den Dank ihm dafür genug entrichten, daß er in der dritten Centurie so vielen unserer Landsleute, teils seiner Zeit, teils auch andern auswärtigen berühmten Männern, solche kurze, aber nette Ehrendenkmäler in lateinischer gebundener Sprache gesetzt hat.“, so Tjaden.